# Samsung Galaxy Tab 3 7.0
Samsung Galaxy Tab 3 7.0 là máy tính bảng 7-inch chạy hệ điều hành Android sản xuất và phân phối bởi Samsung Electronics. Nó thuộc thế hệ thứ ba của dòng Samsung Galaxy Tab, nó bao gồm 8-inch Galaxy Tab 3 8.0 và 10.1-inch Galaxy Tab 3 10.1. Nó được công bố vào 24 tháng 6 năm 2013 và được phát hành ở Mỹ vào 7 tháng 7 năm 2013. Nó là kế thừa của Samsung Galaxy Tab 2 7.0.

## Lịch sử
Galaxy Tab 3 7.0 được công bố vào 24 tháng 6 năm 2013. Nó được ra mắt cùng với Galaxy Tab 3 10.1 tại 2013 Mobile World Conference. Samsung xác nhận rằng Galaxy Tab 3 7.0 được phát hành vào 7 tháng 7, với giá $199 cho bản 8GB.

## Tính năng
Galaxy Tab 3 7.0 được phát hành với Android 4.1.2 Jelly Bean. Samsung tùy biến giao diện với TouchWiz UX. Cùng với ứng dụng của Google, bao gồm Google Play, Gmail và YouTube, nó cho phép truy cập ứng dụng của Samsung như ChatON, S Suggest, Smart Remote, S Voice, Group Play và All Share Play.
Galaxy Tab 3 7.0 có sẵn bản WiFi-only, WiFi với IR Blaster tùy thuộc vào khu vực, biến thể 3G & WiFi, và 4G & LTE  (tùy chọn quốc gia) . Dung lượng từ 8 GB đến 32 GB tùy theo mẫu, với khe thẻ nhớ mở rộng microSD. Nó có màn hình 7-inch TFT LCD với độ phân giải 1.024x600 pixel, và hai máy ảnh trước-sau.

## Phiên bản đặc biệt
Như phiên bản đặc biệt cho máy tính bảng, Samsung cũng phát hành phiên bản Hello Kitty vào tháng 11 năm 2013.
Một phiên bản khác đó là Samsung Galaxy Tab 3 Kids Edition. Đây là máy tính bảng dành cho trẻ em nó có những tính năng thông thường của máy tính bảng, nhưng có một giao diện người dùng cho trẻ em để tránh gây hư hại cho máy. It will be launched on ngày 10 tháng 11 năm 2013.

## Liên kết
- Website chính thức